# Aéroport de Rzeszów
L’aéroport international de Rzeszów-Jasionka (code IATA : RZE • code OACI : EPRZ) est situé à 10 km du centre de Rzeszów, près du village de Jasionka. Sa piste, d’une longueur de 3 200 m et d’une largeur de 45 m, est la deuxième plus grande de Pologne, mais son trafic, bien qu’en nette expansion depuis une dizaine d’années, reste relativement limité, avec seulement 487 740 passagers en 2011. Il se classe loin derrière les six principaux aéroports du pays qui accueillent chacun plus d’un million et demi de passagers par an, mais devant les aéroports de Łódź, Bydgoszcz et Szczecin.
Son nouveau terminal passagers est ouvert depuis mai 2012.
Outre les vols réguliers, l'aéroport reçoit régulièrement des avions dans l'incapacité de se poser à Katowice ou à Cracovie pour des raisons météorologiques ou techniques.
Il reçoit également des vols affrétés, notamment à l'occasion de pèlerinages sur la tombe du rabbin hassidique Élimelekh de Leżajsk.

## Situation
| \| 50 km1:3 411 000 \| Lublin Cracovie Gdańsk · Dantzig Łódź Olsztyn · Holsten Poznań · Posnanie Varsovie · Radom Rzeszów Szczecin · Stettin Varsovie · Modlin Wrocław · Vratislavie Katowice Zielona · Góra Varsovie · Chopin Bydgoszcz · Bromberg |
| 50 km1:3 411 000 |

## Statistiques
Pour des raisons techniques, il est temporairement impossible d'afficher le graphique qui aurait dû être présenté ici.

Voir la requête brute et les sources sur Wikidata.

## Compagnies et destinations
| Compagnies          | Destinations |
| ------------------- | --- |
| Buzz                | En saison charter: Héraklion-N. Kazantzákis, Rhodes-Diagoras, Tirana |
| Corendon Airlines   | En saison: Antalya |
| Enter Air           | En saison: Antalya, La Canée I.-Daskaloyánnis, Rhodes-Diagoras |
| LOT Polish Airlines | Varsovie-Chopin En saison: - Gdańsk-L. Wałęsa, - Newark-Liberty, - Olsztyn (Holsten)-Mazurie, - Rijeka, - Split, - Szczecin/Stettin-Solidarité, - Venise - Marco Polo, - Zadar |
| Ryanair             | - Bristol, - Dublin, - East Midlands, - Londres-Luton, - Londres-Stansted, - Manchester En saison: Zadar                                                                       |
| Wizz Air            | Londres-Luton |

Édité le 14/04/2022
Actualisé le 07/12/2022